# Jenly Tegu Wini
Jenly Tegu Wini, née le 9 juin 1983 à Honiara, est une haltérophile salomonaise.

## Biographie
Porte-drapeau de son pays aux Jeux olympiques de Londres (2012), puis de Rio de Janeiro (2016), elle concourt dans la catégorie des 58 kg. Elle participe également aux Championnats du monde de Paris (2011) et de Houston (2015).
Plusieurs fois vainqueure dans sa catégorie aux Jeux de l'Océanie depuis 2013, ainsi qu'aux Jeux du Pacifique de 2015 à Port-Moresby, elle obtient son meilleur résultat lors des Jeux du Commonwealth de 2018 (Gold Coast) en remportant la médaille de bronze, devenant ainsi la première médaillée de son pays dans cette compétition.